# Crov

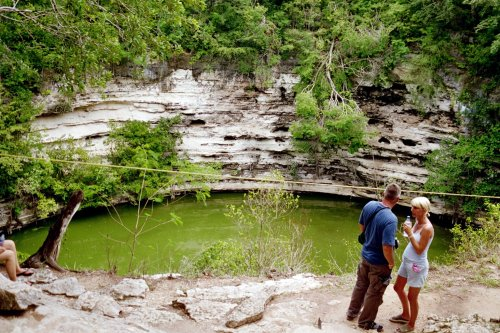
Crov

Crovurile sunt adâncituri de formă circulară sau ușor alungită, formate în regiunile de stepă într-un substrat loessoid, prin tasare datorită acțiunii exercitate de apele freatice.
Lungimea și lățimea unui crov poate atinge zeci și chiar sute de metri, dar adâncimea numai 2-5 m. Crovurile mențin uneori apă, formând lacuri. Sunt tipice în Bărăgan, Câmpia Burnazului, Câmpia Găvanu-Burdea. Prin îngemănare și extindere crovurile dau depresiuni mai mari numite găvane și padine.